# 发育性语言障碍
发育性语言障碍是指儿童在语言发展方面存在问题，且这些問題持续至学龄期及以后的阶段。此类语言问题会对日常社交互动或学业产生显著影响，且发育性语言障碍與孤独症谱系障碍、智能障礙無關。发育性语言障碍最明显的症状表现为患者在和別人面對面交流時難以準確表达出自己想說的話。